# 河野敏鎌
河野 敏鎌（こうの とがま、旧字体：河野 敏󠄀鎌󠄁、1844年11月29日（天保15年10月20日） - 1895年（明治28年）4月24日）は、日本の政治家。栄典は従二位勲一等子爵。幼名は万寿弥（ますや、旧字体：萬壽彌）。

## 経歴
天保15年（1844年）10月、土佐藩郷士の河野通好の長男として高知に生まれる。安政5年（1858年）3月、江戸へ遊学して安井息軒の門下となり、文久元年（1861年）に帰国。土佐勤王党に加入して武市半平太や坂本龍馬らと交友関係を持つ。文久2年（1862年）、五十人組に参加し京都と江戸の間を往来して国事に奔走した。ところが文久3年（1863年）に藩主・山内容堂が佐幕派に鞍替えしたことから藩論が転換、このため投獄され6年間の獄中生活を送る。その際、厳しい拷問にも耐えて同志を守り通したと伝えられる。永牢の宣告を受けたが、河野は逆にこれを誇りにしたという。
慶応4年（1868）に江戸幕府が崩壊して明治維新がはじまると、罪を免じられて出獄。同藩の後藤象二郎の手引きで大坂に上り、江藤新平の知遇を得る。明治2年（1869年）4月に侍詔局出仕、のちに広島県大参事、司法大丞兼大検事となる。
明治5年 (1872年）に司法少丞として岸良兼養、川路利良、井上毅、鶴田皓ら８名の理事官とフランスの司法制度調査のため岩倉遣外使節団として渡欧。パリでボアソナードの講義をうけ、政府の法律顧問として招聘する契約に立ち会う。
明治7年（1874年）に勃発した佐賀の乱では、三権を統括して対処した初代内務卿大久保利通のもと、権大判事として裁判に従事。
明治8年（1875年）に元老院議官、明治11年（1878年）には元老院副議長となる。明治13年（1880年）3月、文部卿として教育令改正に着手、12月には改正教育令を公布する。
明治14年（1881年）、農商務省設立に伴って初代農商務卿に就任するが、明治十四年の政変で大隈重信らに同調して下野した。明治15年（1882年）4月、大隈らとともに立憲改進党を結党して副総理（副党首）になる。明治19年1886年10月17日 - 1888年5月5日　東京株式取引所頭取。
明治21年（1888年）に枢密顧問官として憲法の審議にあたる。その後第1次松方内閣で内務大臣、司法大臣、農商務大臣を歴任、第2次伊藤内閣では文部大臣に就任して文部行政の基礎を確立した。
明治26年（1893年）10月30日、子爵を叙爵して華族に列す。
明治28年（1895年）4月24日に死去、享年52。墓所は東京都港区の青山墓地にある。

## 家族
- 子・河野寿男 (1883年生) ‐ 子爵を襲爵[2]。
- 子・河野徳三郎
- 子・河野三吉
- 娘・鹿栄 (1873年生) ‐ 入婿に河野長敏（今村長賀三男）[2]。

## 栄典
位階
- 1873年（明治6年）11月15日 - 従五位[3]
- 1895年（明治28年）4月24日 - 従二位[4]

勲章等
- 1889年（明治22年）11月25日 - 大日本帝国憲法発布記念章[5]
- 1892年（明治25年）12月29日 - 勲一等瑞宝章[6]

## 関連文献
- 「河野敏鎌」（国立公文書館所蔵 「枢密院文書・枢密院高等官転免履歴書 明治ノ一」） - アジア歴史資料センター Ref. A06051167300『枢密院高等官履歴 第1巻』 東京大学出版会、1996年10月、ISBN 4130987119
- 政経研究 = Studies in political science and economics 19
- 法務大臣官房司法法制調査部季報 (95)　西欧使節団

## 登場する作品
- ドラマ
  - NHK大河ドラマ『獅子の時代』:演 藤田宗吾